# شاروک
شاروک (به مجاری:  Sárok) یک منطقهٔ مسکونی در مجارستان است که در ناحیه موهاچ واقع شده‌است.